# أنخيل تشافيز (لاعب كرة قاعدة)
أنخيل تشافيز (بالإسبانية: Ángel Chávez) هو لاعب كرة قاعدة بنمي، ولد في 22 يوليو 1981 في David, Chiriquí ‏ في بنما.

## وصلات خارجية
- أنخيل تشافيز على موقع دوري كرة القاعدة الرئيسي (الإنجليزية)
- أنخيل تشافيز على موقعبيزبول رفرنس.كوم (الدوري الرئيسي) (الإنجليزية)
- أنخيل تشافيز على موقعبيزبول رفرنس.كوم (الدوري الثانوي) (الإنجليزية)
- أنخيل تشافيز على موقع إي إس بي إن.كوم (أم.أل.بي) (الإنجليزية)
- أنخيل تشافيز على موقع مشجعي الرسوم البيانية (الإنجليزية)